# 기지콘
기지콘(독일어: Gisikon)은 스위스 루체른주의 루체른 지역에 있는 시정촌이다.

## 역사
기시콘은 1270년경 Gisinkon으로 처음 언급된다. 19세기에, 특히 존더분트 전쟁 중 1847년 11월 23일에 발생한 전투 또는 때로는 1653년 스위스 농민 전쟁 중 1653년 6월 5일 전투를 언급하면서, 이 도시는 종종 (잘못된) Gislikon이라고 불렸다.

## 지리
기지콘의 면적은 1.1k㎡이다. 이 지역의 50%는 농업용으로 사용되고 20%는 산림이다. 나머지 토지 중 24.5%는 정착지(건물 또는 도로)이고 나머지(5.5%)는 비생산적(강, 빙하 또는 산)이다. 1997년 토지조사에서 전체 토지의 19.82%가 산림이었다. 농경지 중 46.85%는 경작이나 목초지에 사용되며, 2.7%는 과수원이나 포도나무 작물에 사용된다. 정착지 중 13.51%는 건물, 2.7%는 산업, 0.9%는 특별 개발, 8.11%는 교통 기반 시설로 덮여 있다. 비생산적인 지역 중 4.5%는 비생산적인 흐르는 물(강)이고 0.9%는 기타 비생산적인 토지이다.
시정촌은 루체른과 취리히 사이의 오래된 고속도로에 있는 로이스 계곡에 있다.

## 인구 통계
2020년 12월 31일 기준, 기지콘의 인구는 1,421명이다. 2007년 기준으로 전체 인구의 9.6%가 외국인이다. 지난 10년 동안 인구는 8%의 비율로 증가했다. 2000년 기준, 인구 대부분은 독일어(92.3%)를 사용하며, 알바니아어가 두 번째로 많이 사용(1.5%)되고, 프랑스어가 세 번째(1.2%)로 사용된다.
2007년 선거에서 가장 인기 있는 정당은 40.2%의 득표율을 기록한 SVP였다. 다음으로 가장 인기 있는 세 정당은 CVP (24%), FDP (16.6%) 및 SPS (10.8%)였다.
기지콘의 연령 분포는 다음과 같다. 241명 또는 전체 인구의 24.5%가 0-19세이다. 290명(29.5%)은 20-39세이고 378명(38.5%)은 40-64세이다. 노인 인구 분포는 62명 또는 6.3%가 65-79세, 9 또는 0.9%가 80-89세, 2명 또는 인구의 0.2%가 90세 이상이다.
전체 스위스 인구는 일반적으로 교육 수준이 높다. 기지콘에서는 인구의 약 83.9%(25-64세 사이)가 필수가 아닌 고등 교육 또는 추가 고등 교육(대학 또는 응용학문대학)을 완료했다.
2000년 현재 323가구가 있으며, 그중 74가구(약 22.9%)가 1인 가구이다. 25 또는 약 7.7%는 5명 이상의 대가족이다. 2000년 기준으로 시정촌에는 186개의 주거용 건물이 있었고, 그중 165개는 주택으로만 건축되었고 21개는 주상복합 건물이었다. 자치단체에는 단독주택 129채, 다가구주택 13채, 다가구주택 23채가 있었다. 대부분의 주택은 2층(87) 또는 3층(51)층 구조였다. 단층 건물은 6채, 4층 이상 건물은 21채에 불과했다.
기지콘의 실업률은 1.65%이다. 2005년 기준으로 1차 경제 부문에 17명이 고용되어 있으며, 이 부문에 약 7개 기업이 참여하고 있다. 98명이 2차 부문에 고용되어 있고, 이 부문에 12개의 기업이 있다. 286명이 3차 부문에 고용되어 있으며, 이 부문에는 25개의 기업이 있다. 2000년 기준으로 자치단체 인구의 58.2%가 일정 수준으로 고용되었다. 같은 기간 여성은 전체 노동력의 40.4%를 차지했다.
2000년 인구 조사에서 기지콘의 종교 회원은 다음과 같았다. 585명(69.1%)은 로마 가톨릭이고, 146명(17.2%)은 개신교이며, 14명(1.65%)은 다른 기독교 신앙을 갖고 있다. 이슬람교는 21명(인구의 2.48%)이다. 나머지 중 다른 종교에 속한 사람은 8명(0.94%), 조직화된 종교에 속하지 않은 사람이 65명(7.67%), 질문에 답하지 않은 사람이 8명(0.94%)이었다.
역사적 인구는 다음 표에 나와 있다.
| 년도 | 인구 |
| ---- | ---- |
| 1798 | 111  |
| 1850 | 153  |
| 1900 | 144  |
| 1950 | 185  |
| 1990 | 625  |
| 2000 | 847  |